# Amara tartarea
Amara tartarea är en skalbaggsart som beskrevs av Thomas Casey. Amara tartarea ingår i släktet Amara och familjen jordlöpare. Inga underarter finns listade i Catalogue of Life.